# 111. østlige længdekreds
Den 111. østlige længdekreds (eller 111 grader østlig længde) er en længdekreds, der ligger 111 grader øst for nulmeridianen. Den løber gennem Ishavet, Asien, det Indiske Ocean, det Sydlige Ishav og Antarktis.